# Міхай-Браву (Тулча)
Міхай-Браву (рум. Mihai Bravu) — село у повіті Тулча в Румунії. Адміністративний центр комуни Міхай-Браву.
Село розташоване на відстані 210 км на схід від Бухареста, 28 км на південний захід від Тулчі, 86 км на північ від Констанци, 72 км на південний схід від Галаца.

## Населення
За даними перепису населення 2002 року у селі проживали 703 особи, з них 702 особи (99,9%) румунів. Усі жителі села рідною мовою назвали румунську.